# Gregor Mühlberger
Gregor Mühlberger (Haidershofen, 4 de abril de 1994) es un ciclista profesional austriaco. Desde 2021 corre para el equipo Movistar Team.

## Palmarés
2014
- 1 etapa del Istrian Spring Trophy
- Trofeo Banca Popular de Vicenza
- Carpathia Couriers Paths, más 1 etapa
- 1 etapa del Oberösterreichrundfahrt
- 2.º en el Campeonato de Austria Contrarreloj
- 2.º en el Campeonato de Austria en Ruta

2015
- Gran Premio Izola
- Carrera de la Paz sub-23, más 1 etapa
- Raiffeisen G. P.
- Oberösterreichrundfahrt, más 1 etapa

2016
- 2.º en el Campeonato de Austria en Ruta

2017
- Vuelta a Colonia
- Campeonato de Austria en Ruta

2018
- 1 etapa del BinckBank Tour[3]

2019
- 3.º en el Campeonato de Austria en Ruta

2020
- Tour de Sibiu, más 2 etapas

2023
- 1 etapa del Tour de los Alpes
- Campeonato de Austria en Ruta
- 1 etapa de la Vuelta a Alemania

2024
- 2.º en el Campeonato de Austria en Ruta

## Resultados en Grandes Vueltas y Campeonatos del Mundo
| Carrera         | Carrera         | 2013 | 2014 | 2015 | 2016  | 2017 | 2018 | 2019 | 2020 | 2021 | 2022 | 2023 | 2024 | 2025 |
| --------------- | --------------- | ---- | ---- | ---- | ----- | ---- | ---- | ---- | ---- | ---- | ---- | ---- | ---- | ---- |
|                 | Giro de Italia  | —    | —    | —    | —     | 41.º | —    | —    | —    | —    | —    | —    | —    | —    |
|                 | Tour de Francia | —    | —    | —    | —     | —    | 76.º | 25.º | Ab.  | —    | 28.º | 44.º | 56.º | 18.º |
|                 | Vuelta a España | —    | —    | —    | 114.º | —    | —    | Ab.  | —    | —    | 50.º | —    | —    | —    |
| Mundial en Ruta | Mundial en Ruta | —    | —    | —    | —     | —    | Ab.  | —    | —    | —    | —    | —    | —    | —    |

—: no participa

Ab.: abandono